# 12750 Berthollet
A 12750 Berthollet (ideiglenes jelöléssel 1993 DJ1) a Naprendszer kisbolygóövében található aszteroida. Eric Walter Elst fedezte fel 1993. február 18-án.